# Волунтари
Волунтари — город в Румынии. Крупнейший населённый пункт жудеца Илфов.

## География
Волунтари расположен в 6 километрах от центра Бухареста и является северо-восточным пригородом румынской столицы. Близ города проходит автодорога, являющаяся частью европейского маршрута E60 и соединяющая Бухарест с городом Плоешти.

## Население
По состоянию на 2002 год население Волунтари составляло 30 016 человек. Этнический состав населения города выглядел следующим образом:
- румыны: 29 291
- цыгане: 505
- турки: 25
- венгры: 19
- греки: 14
- немцы: 9
- итальянцы: 7
- украинцы: 7
- липоване: 3
- болгары: 1
- евреи: 1
- представители прочих национальностей и не указавшие национальность: 134[4].

Согласно переписи населения 2011 года, в городе проживает 42 944 человека.

## Спорт
В городе Волунтари с 2010 года существует одноимённый футбольный клуб. С 2015 года ФК «Волунтари» играет в Лиге I, высшем дивизионе чемпионата Румынии.